# Перияльвар
Перияальвар (Periyalvar, известный также как Вишнучитта, Vishnuchittar) — тамильский вайшнавский святой, принадлежавший к группе 12 поэтов-подвижников альваров. Предположительно, жил в VI—IX веках. Родился в брахманской семье в городе Шривиллипуттур в современном округе Мадурай. При рождении родители дали ему имя Вишнучитта, которое в переводе означает «тот, чье сознание в Вишну». Согласно легенде, он отказался от ведийских философских дебатов и начал следовать пути бхакти, выполняя простое служение Вишну. Например, он делал гирлянды для украшения храмового божества. Однажды царь династии Паллава устроил при дворе философские дебаты между учёными брахманами. Победу в дебатах одержал Вишнучитта. Он сумел доказать, что путь к мокше лежит через преданное служение Богу.
Перияальвар сочинил молитву Вишну под названием «Палланду» (там. பல்லாண்டு), которая играет важную роль в богослужениях традиции шри-вайшнавизма. Перияльвар также был автором 400 гимнов, объединённых в прабандху «Перия-тируможи», вошедшую в сборник «Дивья-прабандха». Перияльвар был горячим приверженцем Кришны, детству и юности которого он посвятил более половины гимнов в «Тируможи». В своей поэзии Перияльвар описывает любовь к Богу через метафору материнской любви Яшоды к маленькому Кришне. Считается, что Перияльвар был первым индийским поэтом, создавшим цикл лирических гимнов, основанных на сказаниях о Кришне.
Приёмной дочерью Перияльвара была единственная женщина-альвар Андаль.